# Autostreptus collectivus
Autostreptus collectivus är en mångfotingart som först beskrevs av Carl Graf Attems 1903.  Autostreptus collectivus ingår i släktet Autostreptus och familjen Spirostreptidae. Inga underarter finns listade i Catalogue of Life.